# A Letter to Elia
Pour plus de détails, voir Fiche technique et Distribution.
A Letter to Elia est un film américain réalisé par Kent Jones et Martin Scorsese, sorti en 2010. Le film a été exploité en vidéo et dans la série télévisée documentaire American Masters.

## Synopsis
Martin Scorsese présente plusieurs films d'Elia Kazan.

## Fiche technique
- Titre : A Letter to Elia
- Réalisation : Kent Jones et Martin Scorsese
- Scénario : Kent Jones et Martin Scorsese
- Photographie : Mark Raker
- Montage : Rachel Reichman
- Production : Martin Scorsese et Emma Tillinger Koskoff
- Société de production : Far Hills Pictures et Sikelia Productions
- Narration : Martin Scorsese, Elias Koteas
- Pays de production:  États-Unis
- Genre : Documentaire
- Durée : 60 minutes
- Date de sortie : 
  - États-Unis : 4 octobre 2010

## Distinctions
Le film a été nommé lors de la 63e cérémonie des Primetime Emmy Awards dans la catégorie Meilleure réalisation pour un programme non fictif et a reçu un Peabody Award en 2010.